# آلفونسو د پورتاگو
آلفونسو کابزا د واکا ی لیتون، مارکیز یازدهم پورتاگو (انگلیسی: Alfonso Cabeza de Vaca y Leighton, 11th Marquess of Portago؛ زادهٔ ۱۱ اکتبر ۱۹۲۸ در لندن، انگلستان – ۱۲ مهٔ ۱۹۵۷ در لمباردی، ایتالیا)، که بیشتر با نام آلفونسو د پورتاگو شناخته می‌شود، آریستوکرات اهل اسپانیا، و رانندهٔ مسابقات اتومبیل‌رانی فرمول یک و مسابقات بابسلدسواری بود.